# Dreiband-Weltmeisterschaft für Nationalmannschaften 2001

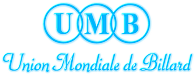
Logo UMB (ausrichtender Verband)

Veranstaltungsort: Viersen

Die Dreiband-Weltmeisterschaft für Nationalmannschaften 2001 war die 15. Auflage dieses Turniers, das seit 1981 in der Regel jährlich in der Billardvariante Dreiband ausgetragen wird. Sie fand vom 8. bis zum 11. März 2001 in Viersen statt. 

## Turnierkommentar
Dänemark A siegte gegen die Niederlande im Spiel um Platz 3. Schweden wurde zum vierten Mal Mannschafts-Weltmeister und gewann alle Spiele. Alle Mannschafts-Turnierrekorde gingen an die Niederlande. Peru schaffte es zum zweiten Mal nach 2000 ins Viertelfinale scheiterte dort jedoch an Deutschland, wie im Vorjahr schon an Dänemark. Sie waren die bisher dritte Mannschaft aus Südamerika die, nach Argentinien und Kolumbien, den Sprung in die Finalrunde bei dieser WM schafften.

## Spielmodus
Es nahmen 24 Mannschaften am Turnier teil. Jedes Team bestand aus zwei Spielern. Gespielt wurde in acht 3er Gruppen A bis H. Die acht Gruppensieger kamen ins Viertelfinale. Der 3. Platz wurde ausgespielt. In den Gruppenspielen wurde auf zwei Gewinnsätze (Best of 3) und ab dem Viertelfinale auf drei Gewinnsätze (Best of 5) gespielt. 
Bei Punktegleichstand wird wie folgt gewertet:
1. Matchpunkte (MP)
2. Satzverhältnis (SV)
3. Mannschafts-Generaldurchschnitt (MGD)

## Teilnehmer
| Nation             | Gruppe | Spieler 1            | Spieler 2            |
| ------------------ | ------ | -------------------- | -------------------- |
| Ägypten            | F      | Mohamed Zayed        | Mohsen Fouda         |
| Belgien            | D      | Eddy Merckx          | Jozef Philipoom      |
| Costa Rica         | E      | M. Rodriguez         | ? Durán              |
| Dänemark A         | C      | Dion Nelin           | Tonny Carlsen        |
| Dänemark B         | B      | Jacob Haack-Sörensen | Brian Zola-Hansen    |
| Deutschland A      | F      | Christian Rudolph    | Martin Horn          |
| Deutschland B      | B      | Johann Schirmbrand   | Jens Eggers          |
| Frankreich         | A      | Jean-Christophe Roux | Philippe Loitron     |
| Griechenland       | E      | Filipos Kasidokostas | ? Demos              |
| Italien            | G      | Marco Zanetti        | Salvatore Papa       |
| Japan A            | A      | Joji Kai             | Takamitsu Arakawa    |
| Japan B            | H      | Tatsuo Arai          | Tsuyoshi Suzuki      |
| Kolumbien          | H      | Jaime Bedoya         | Eleazar Ramirez      |
| Südkorea           | D      | Kwun Young-il        | Lim Youn-soo         |
| Niederlande        | B      | Dick Jaspers         | Raimond Burgman      |
| Österreich         | F      | Andreas Efler        | Gerhard Kostistansky |
| Peru               | D      | Ramon Rodriguez      | Maximo Aguirre       |
| Portugal           | C      | Jorge Theriaga       | Americo Rui          |
| Schweden A         | A      | Torbjörn Blomdahl    | Michael Nilsson      |
| Schweden B         | C      | Nalle Ollsen         | David Traner         |
| Spanien            | H      | Daniel Sánchez       | Joan Bouterin        |
| Türkei             | G      | Semih Saygıner       | Tayfun Taşdemir      |
| Ungarn             | G      | G. Steiner           | Zsolt Simon          |
| Vereinigte Staaten | E      | Sang Chun Lee        | Michael Kang         |

## Gruppenphase
Die Gruppenersten erreichten das Viertelfinale.

### Gruppe A
| Platz | Nation     | Sp. | G-U-V | MP  | SV  | MGD   | BEMD  |
| ----- | ---------- | --- | ----- | --- | --- | ----- | ----- |
| 1     | Schweden A | 2   | 2-0-0 | 4:0 | 8:2 | 1,397 | 1,500 |
| 2     | Japan A    | 2   | 0-1-1 | 1:3 | 5:7 | 1,044 | 1,025 |
| 3     | Frankreich | 2   | 0-1-1 | 1:3 | 3:7 | 0,897 | 0,835 |

| Datum        | Nation 1   | MGD   | MP  | SV  | MGD   | Nation 2   |
| ------------ | ---------- | ----- | --- | --- | ----- | ---------- |
| 8. März 2001 | Frankreich | 0,835 | 1:1 | 3:3 | 1,025 | Japan A    |
| 9. März 2001 | Schweden A | 1,500 | 2:0 | 4:0 | 1,026 | Frankreich |
| 9. März 2001 | Japan A    | 1,068 | 0:2 | 2:4 | 1,327 | Schweden A |

### Gruppe B
| Platz | Nation        | Sp. | G-U-V | MP  | SV  | MGD   | BEMD  |
| ----- | ------------- | --- | ----- | --- | --- | ----- | ----- |
| 1     | Niederlande   | 2   | 1-1-0 | 3:1 | 6:3 | 1,794 | 2,147 |
| 2     | Dänemark B    | 2   | 1-0-1 | 2:2 | 5:5 | 1,112 | 1,140 |
| 3     | Deutschland B | 2   | 0-1-1 | 1:3 | 3:6 | 1,211 | 1,529 |

| Datum        | Nation 1      | MGD   | MP  | SV  | MGD   | Nation 2      |
| ------------ | ------------- | ----- | --- | --- | ----- | ------------- |
| 8. März 2001 | Deutschland B | 1,017 | 0:2 | 1:4 | 1,140 | Dänemark B    |
| 9. März 2001 | Niederlande   | 1,441 | 1:1 | 2:2 | 1,529 | Deutschland B |
| 9. März 2001 | Dänemark B    | 1,062 | 0:2 | 1:4 | 2,147 | Niederlande   |

### Gruppe C
| Platz | Nation     | Sp. | G-U-V | MP  | SV  | MGD   | BEMD  |
| ----- | ---------- | --- | ----- | --- | --- | ----- | ----- |
| 1     | Dänemark A | 2   | 2-0-0 | 4:0 | 8:2 | 1,168 | 1,196 |
| 2     | Portugal   | 2   | 0-1-1 | 1:3 | 4:6 | 1,016 | 1,095 |
| 3     | Schweden B | 2   | 0-1-1 | 1:3 | 3:7 | 0,872 | 1,000 |

| Datum        | Nation 1   | MGD   | MP  | SV  | MGD   | Nation 2   |
| ------------ | ---------- | ----- | --- | --- | ----- | ---------- |
| 8. März 2001 | Portugal   | 1,095 | 1:1 | 3:2 | 1,000 | Schweden B |
| 9. März 2001 | Schweden B | 0,746 | 0:2 | 1:4 | 1,140 | Dänemark A |
| 9. März 2001 | Dänemark A | 1,196 | 2:0 | 4:1 | 0,932 | Portugal   |

### Gruppe D
| Platz | Nation   | Sp. | G-U-V | MP  | SV  | MGD   | BEMD  |
| ----- | -------- | --- | ----- | --- | --- | ----- | ----- |
| 1     | Peru     | 2   | 0-2-0 | 2:2 | 6:4 | 0,952 | 1,117 |
| 2     | Belgien  | 2   | 0-2-0 | 2:2 | 4:5 | 1,095 | 1,156 |
| 3     | Südkorea | 2   | 0-2-0 | 2:2 | 4:5 | 0,957 | 1,116 |

| Datum        | Nation 1 | MGD   | MP  | SV  | MGD   | Nation 2 |
| ------------ | -------- | ----- | --- | --- | ----- | -------- |
| 8. März 2001 | Peru     | 0,837 | 1:1 | 3:2 | 0,864 | Südkorea |
| 9. März 2001 | Südkorea | 1,116 | 1:1 | 2:2 | 1,023 | Belgien  |
| 9. März 2001 | Belgien  | 1,156 | 1:1 | 2:3 | 1,117 | Peru     |

### Gruppe E
| Platz | Nation             | Sp. | G-U-V | MP  | SV  | MGD   | BEMD  |
| ----- | ------------------ | --- | ----- | --- | --- | ----- | ----- |
| 1     | Vereinigte Staaten | 2   | 2-0-0 | 4:0 | 8:2 | 1,232 | 1,622 |
| 2     | Griechenland       | 2   | 1-0-1 | 2:2 | 5:5 | 0,760 | 0,621 |
| 3     | Costa Rica         | 2   | 0-0-2 | 0:4 | 2:8 | 0,644 | -     |

| Datum         | Nation 1           | MGD   | MP  | SV  | MGD   | Nation 2           |
| ------------- | ------------------ | ----- | --- | --- | ----- | ------------------ |
| 8. März 2001  | Griechenland       | 0,621 | 2:0 | 4:1 | 0,643 | Costa Rica         |
| 9. März 2001  | Costa Rica         | 0,646 | 0:2 | 1:4 | 0,970 | Vereinigte Staaten |
| 10. März 2001 | Vereinigte Staaten | 1,622 | 2:0 | 4:1 | 1,093 | Griechenland       |

### Gruppe F
| Platz | Nation        | Sp. | G-U-V | MP  | SV  | MGD   | BEMD  |
| ----- | ------------- | --- | ----- | --- | --- | ----- | ----- |
| 1     | Deutschland A | 2   | 2-0-0 | 4:0 | 8:2 | 1,494 | 1,888 |
| 2     | Österreich    | 2   | 1-0-1 | 2:2 | 5:4 | 1,238 | 1,200 |
| 3     | Ägypten       | 2   | 0-0-2 | 0:4 | 1:8 | 0,828 | -     |

| Datum         | Nation 1      | MGD   | MP  | SV  | MGD   | Nation 2      |
| ------------- | ------------- | ----- | --- | --- | ----- | ------------- |
| 8. März 2001  | Österreich    | 1,200 | 2:0 | 4:0 | 0,729 | Ägypten       |
| 9. März 2001  | Ägypten       | 0,921 | 0:2 | 1:4 | 1,226 | Deutschland A |
| 10. März 2001 | Deutschland A | 1,888 | 2:0 | 4:1 | 1,294 | Österreich    |

### Gruppe G
| Platz | Nation  | Sp. | G-U-V | MP  | SV  | MGD   | BEMD  |
| ----- | ------- | --- | ----- | --- | --- | ----- | ----- |
| 1     | Italien | 2   | 1-1-0 | 3:1 | 6:2 | 0,938 | 1,179 |
| 2     | Türkei  | 2   | 1-1-0 | 3:1 | 6:3 | 1,255 | 1,358 |
| 3     | Ungarn  | 2   | 0-0-2 | 0:4 | 1:8 | 0,496 | -     |

| Datum         | Nation 1 | MGD   | MP  | SV  | MGD   | Nation 2 |
| ------------- | -------- | ----- | --- | --- | ----- | -------- |
| 8. März 2001  | Italien  | 0,810 | 2:0 | 4:0 | 0,430 | Ungarn   |
| 9. März 2001  | Ungarn   | 0,578 | 0:2 | 1:4 | 1,186 | Türkei   |
| 10. März 2001 | Türkei   | 1,358 | 1:1 | 2:2 | 1,179 | Italien  |

### Gruppe H
| Platz | Nation    | Sp. | G-U-V | MP  | SV  | MGD   | BEMD  |
| ----- | --------- | --- | ----- | --- | --- | ----- | ----- |
| 1     | Japan B   | 2   | 1-1-0 | 3:1 | 6:5 | 0,872 | 0,932 |
| 2     | Spanien   | 2   | 0-2-0 | 2:2 | 6:4 | 1,045 | 1,139 |
| 3     | Kolumbien | 2   | 0-1-1 | 1:3 | 4:7 | 0,916 | 1,139 |

| Datum         | Nation 1  | MGD   | MP  | SV  | MGD   | Nation 2 |
| ------------- | --------- | ----- | --- | --- | ----- | -------- |
| 8. März 2001  | Kolumbien | 0,806 | 0:2 | 2:4 | 0,932 | Japan B  |
| 9. März 2001  | Kolumbien | 1,139 | 1:1 | 2:3 | 1,139 | Spanien  |
| 10. März 2001 | Japan B   | 0,794 | 1:1 | 2:3 | 0,985 | Spanien  |

## Finalrunde
|  | Viertelfinale Best of 5 | Viertelfinale Best of 5 |               |               | Halbfinale Best of 5 | Halbfinale Best of 5 |  |  | Finale Best of 5 | Finale Best of 5 |
|  |                         |                         |               |               |                      |                      |  |  |                  |                  |
|  | 10. März 2001           |                         |               |               |                      |                      |  |  |                  |                  |
|  | Schweden A              | 2:0/6:1/1,532           |               |               |                      |                      |  |  |                  |                  |
|  | Schweden A              | 2:0/6:1/1,532           | 10. März 2001 |               |                      |                      |  |  |                  |                  |
|  | Japan B                 | 0:2/1:6/1,050           |               |               |                      |                      |  |  |                  |                  |
|  | Japan B                 | 0:2/1:6/1,050           | Schweden A    | 2:0/6:4/1,576 |                      |                      |  |  |                  |                  |
|  |                         |                         | Schweden A    | 2:0/6:4/1,576 |                      |                      |  |  |                  |                  |
|  |                         | Dänemark A              | 0:2/4:6/1,166 |               |                      |                      |  |  |                  |                  |
|  | Dänemark A              | Dänemark A              | 0:2/4:6/1,166 | 1:1/5:3/1,320 |                      |                      |  |  |                  |                  |
|  | Dänemark A              |                         |               | 1:1/5:3/1,320 |                      |                      |  |  |                  |                  |
|  | Italien                 | 1:1/3:5/1,189           |               | 11. März 2001 | 11. März 2001        |                      |  |  |                  |                  |
|  | 10. März 2001           | 10. März 2001           | Schweden A    | 1:1/5:4/1,771 |                      |                      |  |  |                  |                  |
|  | 10. März 2001           | 10. März 2001           |               | Deutschland A | 1:1/4:5/1,736        |                      |  |  |                  |                  |
|  | Deutschland A           | 2:0/6:2/1,316           |               |               |                      |                      |  |  |                  |                  |
|  | Peru                    | 0:2/2:6/1,311           |               |               |                      |                      |  |  |                  |                  |
|  | Peru                    | 0:2/2:6/1,311           | Deutschland A | 1:1/4:3/1,269 |                      |                      |  |  |                  |                  |
|  |                         |                         | Deutschland A | 1:1/4:3/1,269 | Spiel um Platz 3     |                      |  |  |                  |                  |
|  |                         | Niederlande A           | 1:1/3:4/1,419 |               |                      |                      |  |  |                  |                  |
|  | Niederlande A           | Niederlande A           | 1:1/3:4/1,419 | 1:1/5:3/1,483 | Dänemark A           | 1:1/2:2/1,724        |  |  |                  |                  |
|  | Niederlande A           | 10. März 2001           |               | 1:1/5:3/1,483 | Dänemark A           | 1:1/2:2/1,724        |  |  |                  |                  |
|  | Vereinigte Staaten      | 1:1/3:5/1,442           |               | Niederlande   | 1:1/2:2/1,448        |                      |  |  |                  |                  |
|  | Vereinigte Staaten      | 1:1/3:5/1,442           |               |               | 1:1/2:2/1,448        |                      |  |  |                  |                  |
|  | 10. März 2001           | 10. März 2001           |               |               |                      |                      |  |  | 11. März 2001    | 11. März 2001    |

## Abschlusstabelle
| MP    | Match Punkte (Sieger = 2; Unentschieden = 1; Verlierer = 0) |
| SV    | Satzverhältnis (nur bei Turnieren im Satzsystem)            |
| Pkte. | Erzielte Karambolagen                                       |
| Aufn. | benötigte Aufnahmen                                         |
| GD    | Generaldurchschnitt                                         |
| MGD   | Mannschafts-Generaldurchschnitt                             |
| BED   | Bester Einzeldurchschnitt eines Spielers                    |
| BEMD  | Bester Einzeldurchschnitt einer Mannschaft                  |
| BSD   | Bester Satzdurchschnitt eines Spielers                      |
| HS    | Höchstserie                                                 |
| WRP   | Weltranglistenpunkte                                        |

| Phase           | Platz | Nation             | SP | G-U-V | MP   | PP   | SV    | Pkt. | Aufn. | MGD    | BEMD  |
| --------------- | ----- | ------------------ | -- | ----- | ---- | ---- | ----- | ---- | ----- | ------ | ----- |
| Finale          | 1     | Schweden A         | 5  | 5-0-0 | 10:0 | 10:0 | 25:11 | 467  | 302   | 1,546  | 1,771 |
| Finale          | 2     | Deutschland A      | 5  | 4-0-1 | 8:2  | 8:2  | 22:12 | 416  | 288   | 1,444  | 1,888 |
| Halb- finale    | 3     | Dänemark A         | 5  | 4-0-1 | 8:2  | 6:4  | 19:13 | 393  | 313   | 1,255  | 1,724 |
| Halb- finale    | 4     | Niederlande        | 5  | 2-1-2 | 5:5  | 6:4  | 16:12 | 344  | 221   | 1,556  | 2,147 |
| Viertel- finale | 5     | Vereinigte Staaten | 3  | 2-0-1 | 4:2  | 5:1  | 11:7  | 226  | 173   | 1,306  | 1,622 |
| Viertel- finale | 6     | Italien            | 3  | 1-1-1 | 3:3  | 4:2  | 9:7   | 194  | 187   | 1,037  | 1,189 |
| Viertel- finale | 7     | Japan B            | 3  | 1-1-1 | 3:3  | 3:3  | 7:11  | 200  | 217   | 0,921  | 0,932 |
| Viertel- finale | 8     | Peru               | 3  | 0-2-1 | 2:4  | 2:4  | 8:10  | 220  | 202   | 1,089  | 1,117 |
| Gruppen- phase  | 9     | Türkei             | 2  | 1-1-0 | 3:1  | 3:1  | 6:3   | 123  | 98    | 1,255  | 1,358 |
| Gruppen- phase  | 10    | Spanien            | 2  | 0-2-0 | 2:2  | 2:2  | 6:4   | 116  | 111   | 1,045  | 1,139 |
| Gruppen- phase  | 11    | Österreich         | 2  | 1-0-1 | 2:2  | 2:2  | 5:4   | 104  | 84    | 1,238  | 1,200 |
| Gruppen- phase  | 12    | Dänemark B         | 2  | 1-0-1 | 2:2  | 2:2  | 5:5   | 99   | 89    | 1,112  | 1,140 |
| Gruppen- phase  | 13    | Griechenland       | 2  | 1-0-1 | 2:2  | 2:2  | 5:5   | 111  | 146   | 0,760  | 0,621 |
| Gruppen- phase  | 14    | Belgien            | 2  | 0-2-0 | 2:2  | 2:2  | 4:5   | 103  | 94    | 1,095  | 1,156 |
| Gruppen- phase  | 15    | Japan A            | 2  | 0-1-1 | 1:3  | 1:3  | 5:7   | 142  | 136   | 1,044  | 1,025 |
| Gruppen- phase  | 16    | Portugal           | 2  | 0-1-1 | 1:3  | 1:3  | 4:6   | 124  | 122   | 1,016  | 1,095 |
| Gruppen- phase  | 17    | Südkorea           | 2  | 0-2-0 | 2:2  | 2:2  | 4:5   | 112  | 117   | 0,9570 | 1,116 |
| Gruppen- phase  | 18    | Deutschland B      | 2  | 0-1-1 | 1:3  | 1:3  | 3:6   | 109  | 90    | 1,211  | 1,529 |
| Gruppen- phase  | 19    | Kolumbien          | 2  | 0-1-1 | 1:3  | 1:3  | 4:7   | 120  | 131   | 0,916  | 1,139 |
| Gruppen- phase  | 20    | Frankreich         | 2  | 0-1-1 | 1:3  | 1:3  | 3:7   | 105  | 117   | 0,897  | 0,835 |
| Gruppen- phase  | 21    | Schweden B         | 2  | 0-1-1 | 1:3  | 1:3  | 3:7   | 109  | 125   | 0,872  | 1,000 |
| Gruppen- phase  | 22    | Costa Rica         | 2  | 0-0-2 | 0:4  | 0:4  | 2:8   | 107  | 166   | 0,644  | –     |
| Gruppen- phase  | 23    | Ägypten            | 2  | 0-0-2 | 0:4  | 0:4  | 1:8   | 82   | 99    | 0,828  | –     |
| Gruppen- phase  | 24    | Ungarn             | 2  | 0-0-2 | 0:4  | 0:4  | 1:8   | 64   | 129   | 0,496  | –     |